# Roger Assaf
Roger Assaf (àrab: روجيه عساف, Rūjīh ʿAssāf) (nascut el 1941) és un dramaturg, director de teatre i actor libanès.

## Biografia
Assaf va néixer al Líban, fill de Joseph Assaf i Rosette Brunas. El seu pare era libanès i la seva mare francesa. Va estudiar a Frères School, Furn el Chebbak, després a Frères Jemmayzé. Va estudiar medicina a la Université Saint Joseph (USJ) durant quatre anys, però va deixar els estudis per consagrar-se a la interpretació.
Als 12 anys, va aconseguir un paper d'actor en una obra dirigida per Henri Khayyat. Va establir un centre de teatre universitari amb obres experimentals. Va col·laborar en muntatges televisius amb Jean-Claude Boulos, Antoine Remé, Elias Matta i Antoine Machhour.
El 1963, va rebre una beca de l'ambaixada francesa al Líban per estudiar interpretació a Estrasburg. El 1965 va formar part del renaixement del teatre libanès i el 1966 va ser cofundador de la Facultat d'Arts de la Universitat Libanesa, fundant el Centre Teatral Universitari (àrab: المركز المسرحي الجامعي, al-Markaz al-Masraḥī al-Jāmiʿī, C.U.E.D.). També va ser un dels cofundadors del Theatre de Beyrouth (àrab: مسرح بيروت, Masraḥ Bayrūt) a Ain Mreissé, a Beirut, on va muntar un gran nombre d'obres, com a director i com a actor. La seva obra Majdaloun (àrab: مجدلون, Majdalūn), sobre la presència armada palestina al sud del Líban, va ser censurada i aturada per les autoritats libaneses només 3 dies després de la seva estrena.
Va participar en obres de teatre amb Gabriel Boustani, Jalal Khoury, Chakib Khoury, Yacoub Chedraoui, Hassan Alaa Eddin (conegut com a Chouchou), els germans Rahbani (sobretot a l'obra Ayam Fakhreddine, أيام فخر الدين, Ayyām Faẖr ad-Dīn) i amb Mounir Abou Debs. El 1968 va cofundar, amb Nidal al Achkar, el Taller d'Art Dramàtic de Beirut (àrab: محترف بيروت للمسرح, Muḥtaraf Bayrūt li-l-Masraḥ). El 1979, va establir la seva pròpia companyia teatral, Hakawati —que significa ‘contista’—, i el 2005, el Centre Duwwar el Chams (àrab: دوار الشمس, Duwwār ax-Xams) per animar els joves a participar en el teatre.
El 1985, va publicar el llibre El teatre: el vel de la ciutat (àrab: المسرحة - أقنعة المدينة, Al-masraḥa - Uqniʿat al-madina). També el 1985, va produir la pel·lícula Maaraka (àrab: معركة, Maʿraka). El 2007 va publicar l'estudi En el treball teatral i polític al Líban (àrab: في العمل المسرحي والسياسي في لبنان, Fī l-ʿamal al-masraḥī wa-s-siyāsī fī Lubnān).
Assaf ha guanyat nombrosos premis per les seves obres, inclòs el Lleó d'Or a la Biennal de Venècia el 2008.

## Vida personal
Assaf es va casar amb Marie-Claude Edde. Després del divorci es va casar amb Hanane el Hajj Ali, amb qui va tenir quatre fills, Zeinab, Ali, Mariam i Youssef. Nascut en una família cristiana, va ser actiu en la cultura libanesa de llengua francesa. Va ser un activista marxista i d'esquerres, partidari de la causa palestina i finalment es va convertir a l'islam el 1986.